# Liste der Flughäfen in Nigeria
Dies ist eine Auflistung der Flughäfen in Nigeria.
In Nigeria existieren insgesamt vier internationale und 18 weitere öffentliche Flughäfen. Im Jahr 2009 flogen insgesamt 12.526.464 Passagiere auf 221.272 Flügen von diesen Flughäfen. Hiervon flogen 2.902.284 Fluggäste (23,2 %) mit 32.108 Flügen (14,5 %) ins Ausland.
Größter Flughafen ist der Murtala Mohammed International Airport in Lagos, der die Hälfte des nigerianischen Passagieraufkommens bewältigt.
| Stadt                         | ICAO-Code | IATA-Code | Name des Flughafens      | Passagiere       |
| ----------------------------- | --------- | --------- | ------------------------ | ---------------- |
|                               |           |           |                          |                  |
| Internationale Flughäfen      |           |           |                          |                  |
| Ikeja/Lagos                   | DNMM      | LOS       | Flughafen Lagos          | 6.270.000 (2010) |
| Abuja                         | DNAA      | ABV       | Flughafen Abuja          | 3.196.438 (2009) |
| Kano                          | DNKN      | KAN       | Flughafen Kano           | .0323.482 (2009) |
| Port Harcourt                 | DNPO      | PHC       | Flughafen Port Harcourt  | 1.081.587 (2009) |
| Weitere öffentliche Flughäfen |           |           |                          |                  |
| Calabar                       | DNCA      | CBQ       | Flughafen Calabar        |                  |
| Sokoto                        | DNSO      | SKO       | Flughafen Sokoto         |                  |
| Jos                           | DNJO      | JOS       | Flughafen Jos            |                  |
| Enugu                         | DNEN      | ENU       | Flughafen Enugu          |                  |
| Yola                          | DNYO      | YOL       | Flughafen Yola           |                  |
| Maiduguri                     | DNMA      | MIU       | Flughafen Maiduguri      |                  |
| Kaduna                        | DNKA      | KAD       | Flughafen Kaduna         |                  |
| Katsina                       | DNKT      | DKA       | Flughafen Katsina        |                  |
| Benin City                    | DNBE      | BNI       | Flughafen Benin City     |                  |
| Minna                         | DNMN      | MXJ       | Flughafen Minna          |                  |
| Ilorin                        | DNIL      | ILR       | Flughafen Ilorin         |                  |
| Akure                         | DNAK      | AKR       | Flughafen Akure          |                  |
| Ibadan                        | DNIB      | IBA       | Flughafen Ibadan         |                  |
| Owerri                        | DNIM      | QOW       | Flughafen Owerri         |                  |
| Warri                         |           |           | Flughafen Warri          |                  |
| Bauchi                        |           | BCU       | Flughafen Bauchi         |                  |
| Zaria                         | DNZA      | ZAR       | Flughafen Zaria          |                  |
| Militärflugplätze             |           |           |                          |                  |
| Makurdi                       | DNMK      | MDI       | Militärflugplatz Makurdi |                  |